# Apeadero Kilómetro 0,72
El Apeadero Kilómetro 0,72 era una pequeña estación ferroviaria del ramal Sáenz Peña - Villa Luro, enlace entre el Ferrocarril Buenos Aires al Pacífico (actual San Martín) y el Ferrocarril Oeste (actual Sarmiento).

## Ubicación
Se encontraba a la altura de la intersección de la calle Lope de Vega con la Avenida Benito Ferro, en la localidad de Santos Lugares.

## Características
Se trataba de una parada facultativa (es decir, el tren se detiene si hay pasajeros en la plataforma o que hayan pedido descender) utilizada por fundamentalmente por los socios del club deportivo Pacific Railway Atlhetic Club (actual Club Atlético Ferrocarril General San Martín), fundado por los miembros del ferrocarril.

## Servicios
Era estación intermedia del ramal de pasajeros Saenz Peña - Villa Luro. El servicio fue suspendido en 1938 y el trazado desmantelado en 1942.